# 迪斯科
，是20世纪60年代末从美国都市夜生活中兴起的一种舞曲类型和亚文化，尤其在非裔美国人、意大利裔美国人、同性恋社群和拉丁裔群体中流行起来，並在20世纪70年代風行世界，其中有衍生出歐洲舞曲的子流派欧陆舞曲。它的音乐特征是四板节拍、切分低音声部 / 贝斯线、弦乐部分、铜管乐器和号、电钢琴、合成器和电节奏吉他，同时也混合了放克、爵士樂、搖滾樂以及拉丁美洲音樂節奏特色。

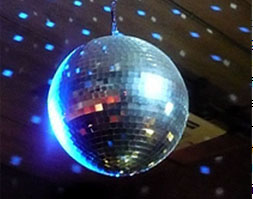
迪斯科球为迪斯科文化的标志之一

迪斯科舞厅主要由法国人发展而来，1960年新年前夜，法国侨民奥利维耶·科克兰在曼哈顿东55街416号开设了会员制餐厅和夜店勒·俱乐部，迪斯科舞厅由此传入美国。
迪斯科音乐起源于20世纪60年代末到70年代中后期，其中包括纽约市（尤其是布鲁克林）和费城流行的非裔美国人、拉丁裔美国人和意大利裔美国人音乐。迪斯科可以被看作是20世纪60年代反主流文化对摇滚乐的主导地位和舞曲音乐的污名化的一种反应。70年代迪斯科在美国流行期间，发展出了几种舞蹈风格，包括“碰臀”、“哈娑”、“水门夜店迪斯科舞（the Watergate）”、“大陆舞（the Continental）”和“巴士站队列舞（the Busstop）”。
20世纪70年代，迪斯科音乐开始发展，主要由来自美国和欧洲的艺术家创作。著名艺术家包括比吉斯、阿巴樂隊 / ABBA、唐娜·莎曼、格洛丽亚·盖纳、乔治·莫罗德尔、巴卡拉、乔治·迈克尔、杰克逊五兄弟、乔治·本森、迈克尔·杰克逊、奥杰斯组合、王子、波尼M.、地风火、艾琳·卡拉、瑞克·詹姆斯、电光交响乐团、平均白人乐队、夏卡·康、Chic、KC阳光乐团、莱昂纳尔·里奇、海军司令、百乐门-放克疯、塞尔玛·休斯顿、斯莱奇修女、西尔维斯特、特拉普斯、貝瑞·懷特、黛安娜·罗斯、库尔伙伴和村民乐队。虽然表演者赢得了公众的关注，但唱片制作人在这一流派的发展中扮演着重要的幕后角色。到20世纪70年代末，美国大多数大城市的迪斯科场景都蓬勃发展，唱片骑师（DJ）会在曼哈顿的54等俱乐部混音舞曲唱片，这些俱乐部深受名人欢迎。夜店常客经常穿着昂贵、奢华的服装，主要是宽松飘逸的裤子或连衣裙，以便在跳舞时轻松活动。迪斯科场景中也存在着蓬勃发展的药物亚文化，尤其是那些在伴有响亮的音乐和闪光并能增强跳舞体验的药物，如可卡因 / 古柯碱和安眠酮 / 甲喹酮，它们在迪斯科亚文化中非常常见，以至于被昵称为“迪斯科饼干（disco biscuits）”。迪斯科俱乐部也与滥交有关，反映了那个时代的性革命。《周末夜狂热》（1977年）和《狂热周五夜》（1978年）等电影促进了迪斯科的流行。
1979年7月12日，在臭名昭著迪斯科毁灭之夜过后，迪斯科在美国不再是一种流行音乐，并于80年代初在美国逐渐衰落。然而整个20世纪80年代，它在意大利和一些欧洲国家依然流行，并且在印度和中东等其他地方也越来越受欢迎，在这些地区，迪斯科元素与加扎勒和肚皮舞等当地民间风格相融合。迪斯科最终对电子舞曲、浩室、嘻哈、新浪潮音樂、舞曲朋克和后迪斯科的发展产生了关键影响。自20世纪90年代以来，这种风格经历了多次复兴，其影响力在美国和欧洲流行音乐中依然强劲。自21世纪10年代初开始的复兴，在21世纪20年代初获得了极大的欢迎。为这种复兴做出贡献的专辑包括《舞池告白》、《超时空记忆》、《流行先锋》（Future Nostalgia，直译：未来怀旧）和凯莉·米洛的《迪斯科》。像杜阿·利帕、丽珠、萨布丽娜·卡彭特、布鲁诺·马尔斯和丝绸之音这样的现代艺术家延续了这一流派，并将其传唱给年轻一代。

## 词源
“迪斯科（Disco）”一词是法语单词（衍生自法语中图书馆的单词）的缩写，该词意为指唱片库、唱片收录馆 / 库、唱片图书馆。20世纪50年代，“discotheque”在英语中也有同样的含义。20世纪40年代初纳粹占领法国期间，巴黎的夜总会开始播放唱片，此后，“Discothèque”在法语中便开始指代夜店。一些夜店用它作为自己的正式名称。1960年，一本英国杂志也用这个词来形容巴黎的夜店。
《牛津英语词典》将迪斯科舞厅（discotheque）定义为“舞厅、夜店或类似的场所，播放录制好的舞蹈音乐，通常设有宽敞的舞池、精美的闪烁彩色灯光和强劲的扩音系统。” 它最早是在1952年用作场地名称；其他例子可以追溯到1960年。该词条的注释在“现在有些过时了”。它将迪斯科定义为“一种节奏强烈的流行音乐类型，主要用于夜店跳舞，在20世纪70年代中后期特别流行”，从1975年开始使用，并指出其起源是 discotheque的缩写。
1964年夏天，一种被称为“迪斯科舞厅连衣裙”的短款无袖连衣裙在美国短暂流行。最早使用“disco”缩写一词出现在1964年7月12日的《盐湖城论坛报》上，并用来描述这种连衣裙；同年9月《花花公子》杂志用它来描述洛杉矶的夜店。
文斯·阿莱蒂是第一批将迪斯科描述为一种声音与音乐流派的人之一。1973年9月13日，他为《滚石》音乐杂志撰写了专题文章《迪斯科摇滚 '72：派对！》（Discotheque Rock '72: Paaaaarty!）。

## 舞蹈特点
迪斯可舞蹈活動量大，音樂節奏強烈。是一種沒有規定動作的即興式的自由舞蹈，跳舞者同時就是音樂的欣賞者，他們會首先沉迷在人生之中，把自己帶到愛情的旋渦之中，並隨著音響強烈而急劇的節奏而擺動，因沒有規定的步伐，他們會根據節奏的變化即興地做出不同的身體動作，自由地扭動著身體的各個部位，特別是丹田部位，自由奔放，跳出自己。同時間他們也會創造著各自的花樣，充分地毫無約束地表現自己的個性，做出各種不同動作。跳舞人數可男女成對而舞，也可集體同舞，與眾同樂。

## 发展历程
最早的迪斯科舞厅来自于第二次世界大战中的維琪法國，当时纳粹禁止爵士乐，作为反抗，迪斯科在地下活动。战后这种活动公开化，并成为一种时尚。
实际上需要注意的是，“迪斯科舞厅”与迪斯科音乐并没有艺术上的直接联系。

### 引用
1. ↑  Zaleski, Anne. . The A.V. Club. 26 February 2015  [27 August 2015]. （原始内容存档于February 27, 2015）.
2. ↑  . The New York Times. 22 April 1996  [October 10, 2022]. （原始内容存档于April 24, 2019）. As disco waned in the late 70's, so did Chic's album sales. But its influence lingered on as new wave, rap and dance-pop bands found inspiration in Chic's club anthems.
3. ↑  . AllMusic. 30 October 2011  [October 10, 2022]. （原始内容存档于May 2, 2019）.
4. 吳昊. . 香港: 次文化堂. 1994年. ISBN 9789627420521.:18
5. . guavanthropology.tw 芭樂人類學. 2022-08-22  [2023-04-17]. （原始内容存档于2023-06-07） （中文（繁體））.
6. 吳昊. . 香港: 次文化堂. 1994年. ISBN 9789627420521.:18
7. . guavanthropology.tw 芭樂人類學. 2022-08-22  [2023-04-17]. （原始内容存档于2023-06-07） （中文（繁體））.
8. 吳昊. . 香港: 次文化堂. 1994年. ISBN 9789627420521.:18
9. . guavanthropology.tw 芭樂人類學. 2022-08-22  [2023-04-17]. （原始内容存档于2023-06-07） （中文（繁體））.
10. 吳昊. . 香港: 次文化堂. 1994年. ISBN 9789627420521.:18
11. . guavanthropology.tw 芭樂人類學. 2022-08-22  [2023-04-17]. （原始内容存档于2023-06-07） （中文（繁體））.
12. . guavanthropology.tw 芭樂人類學. 2022-08-22  [2023-04-17]. （原始内容存档于2023-06-07） （中文（繁體））.
13. 吳昊. . 香港: 次文化堂. 1994年. ISBN 9789627420521.:18
14. . guavanthropology.tw 芭樂人類學. 2022-08-22  [2023-04-17]. （原始内容存档于2023-06-07） （中文（繁體））.
15. 吳昊. . 香港: 次文化堂. 1994年. ISBN 9789627420521.:18
16. ↑  Braunstein, Peter. . American Heritage. November 1999, 50 (7).
17. ↑  Shapiro 2006，第205–206頁广义上讲，典型的纽约迪斯科舞厅DJ都很年轻（18到30岁之间），而且是意大利人，”记者文斯·莱蒂（Vince Lettie）在1975年宣称。[...]值得注意的是，几乎所有重要的早期DJ都拥有意大利血统[...]。意大利裔美国人在美国舞蹈音乐文化中扮演着重要的角色[...]。而主要来自布鲁克林的意大利裔美国人则大多是从零开始创造迪斯科[...]。
18. ↑  Lawrence, T. (2011). disco and the queering of the dance floor. Cultural Studies (London, England), 25(2), 230-243. https://doi.org/10.1080/09502386.2011.535989
19. ↑  . socialdance.stanford.edu.   [2025-05-04].
20. ↑  Do 1970s busstop dance 的存檔，存档日期May 22, 2024，. modern-dance.wonderhowto.com.
21. ↑  . May 31, 2019.
22. ↑  . Rolling Stone. May 23, 2012  [March 20, 2018]. （原始内容存档于March 20, 2018）.
23. ↑  . Blisspop.   [December 14, 2020]. （原始内容存档于October 19, 2020）.
24. ↑  . The Guardian. June 21, 2019  [October 20, 2021]. （原始内容存档于October 20, 2021）.
25. ↑  .   [October 20, 2021]. （原始内容存档于October 20, 2021）.
26. ↑  . The Guardian. December 18, 2020  [February 27, 2021]. （原始内容存档于December 4, 2020） （英语）.
27. ↑  FanLabel Staff. . FanLabel. April 30, 2020  [February 27, 2021]. （原始内容存档于April 19, 2021） （美国英语）.
28. ↑  Kornhaber, Story by Spencer. . The Atlantic.   [February 27, 2021]. ISSN 1072-7825. （原始内容存档于January 1, 2021）.
29. ↑  Sancho, Xavi. . El País (Madrid, Spain). August 3, 2014  [December 6, 2014]. （原始内容存档于December 6, 2014） （西班牙语）.
30. ↑  . Rolling Stone. July 7, 2020. （原始内容存档于August 1, 2021）.
31. ↑  . November 16, 2021.
32. ↑  . 牛津英語詞典 (第三版). 牛津大學出版社. 2005-09 （英语）.
33. ↑  . 牛津英語詞典 (第三版). 牛津大學出版社. 2005-09 （英语）.
34. ↑  Hilton, Denny. . OUPblog. Oxford University Press. October 19, 2012  [December 21, 2020]. （原始内容存档于October 27, 2020）.
35. ↑  . Resident Advisor.   [February 8, 2019]. （原始内容存档于December 29, 2019）.
36. ↑  声音的再现 （美）马克·科尔曼 2006年 上海世界图书出版公司 ISBN 7-5062-7739-5

## 更多阅读
- Andrea Angeli Bufalini & Giovanni Savastano (2014). La Disco. Storia illustrata della discomusic. Arcana, Italy. ISBN 978-8862313223
- 文斯·阿莱蒂（英语：Vince Aletti）. . New York: Distributed Art Publishers. 2018. ISBN 978-1942884309.
- Angelo, Marty（英语：Marty Angelo） (2006). Once Life Matters: A New Beginning. Impact Publishing. ISBN 978-0961895440.
- Beta, Andy (November 2008). "Disco Inferno 2.0: A Slightly Less Hedonistic Comeback Charting the DJs, labels, and edits fueling an old new craze" 的存檔，存档日期December 19, 2008，.. The Village Voice.
- Campion, Chris (2009). "Walking on the Moon:The Untold Story of the Police and the Rise of New Wave Rock". John Wiley & Sons. ISBN 978-0470282403
- Echols, Alice (2010). Hot Stuff: Disco and the Remaking of American Culture. W. W. Norton and Company, Inc. ISBN 978-0-393-06675-3.
- Flynn, Daniel J.（英语：Daniel J. Flynn） (February 18, 2010). "How the Knack Conquered Disco". The American Spectator（英语：The American Spectator）.
- Gillian, Frank (May 2007). "Discophobia: Antigay Prejudice and the 1979 Backlash against Disco". Journal of the History of Sexuality, Volume 15, Number 2, pp. 276–306. Electronic ISSN 1535-3605, print ISSN 1043-4070.
- Hanson, Kitty (1978) Disco Fever: The Beat, People, Places, Styles, Deejays, Groups. Signet Books. ISBN 978-0451084521.
- Jones, Alan and Kantonen, Jussi (1999). Saturday Night Forever: The Story of Disco. Chicago, Illinois: A Cappella Books. ISBN 978-1556524110.
- Lawrence, Tim (2004). Love Saves the Day: A History of American Dance Music Culture, 1970–1979. Duke University Press. ISBN 978-0822331988.
- Lester, Paul（英语：Paul Lester） (February 23, 2007). "Can you feel the force?". The Guardian.
- Michaels, Mark (1990). The Billboard Book of Rock Arranging. ISBN 978-0823075379.
- Narvaez, Richie (2020), Holly Hernandez and the Death of Disco. Pinata Books. ISBN 978-1558859029
- Reed, John (September 19, 2007). "DVD Review: Saturday Night Fever (30th Anniversary Special Collector's Edition). Blogcritics.
- Rodgers, Nile (2011). Le Freak: An Upside Down Story of Family, Disco, and Destiny. Spiegel & Grau（英语：Spiegel & Grau）. ISBN 978-0385529655.
- Sclafani, Tony (July 10, 2009). "When 'Disco Sucks!' echoed around the world" 的存檔，存档日期February 15, 2020，.. MSNBC.